# Estiske euromønter
Estland har hidtil hverken præget nogen møntserie eller nogle versioner af 2-euro jubilæumsmønterne. Estland planlægger at tilslutte sig euroområdet 1. januar 2011. Europakommisionen anbefalede d. 12. maj 2010 at EUs regeringer giver Estland lov til at tilslutte sig Eurozonen.
For billeder af fællesiden og en detaljeret beskrivelse af mønten, se euromønter.

## Udformning
De estiske euromønten præges alle af det samme design: et kort over Estland samt prægningsårstal og teksten Eesti, som betyder Estland på estisk.

### Første serie
Estland har besluttet at deres euromønter skal have dette design når tiden til euroindførelsen kommer.